# مهدی‌آباد (درمیان)
مهدی آباد روستایی است در دهستان میاندشت از توابع بخش مرکزی شهرستان درمیان، واقع در استان خراسان جنوبی که بر اساس سرشماری عمومی نفوس و مسکن در سال ۱۳۹۵ مرکز آمار ایران جمعیت این روستا ۱۰۳ نفر (در ۲۶ خانوار) بوده است.